# Cardiocondyla shuckardi
Cardiocondyla shuckardi är en myrart som beskrevs av Auguste-Henri Forel 1891. Cardiocondyla shuckardi ingår i släktet Cardiocondyla och familjen myror. Inga underarter finns listade.

## Bildgalleri

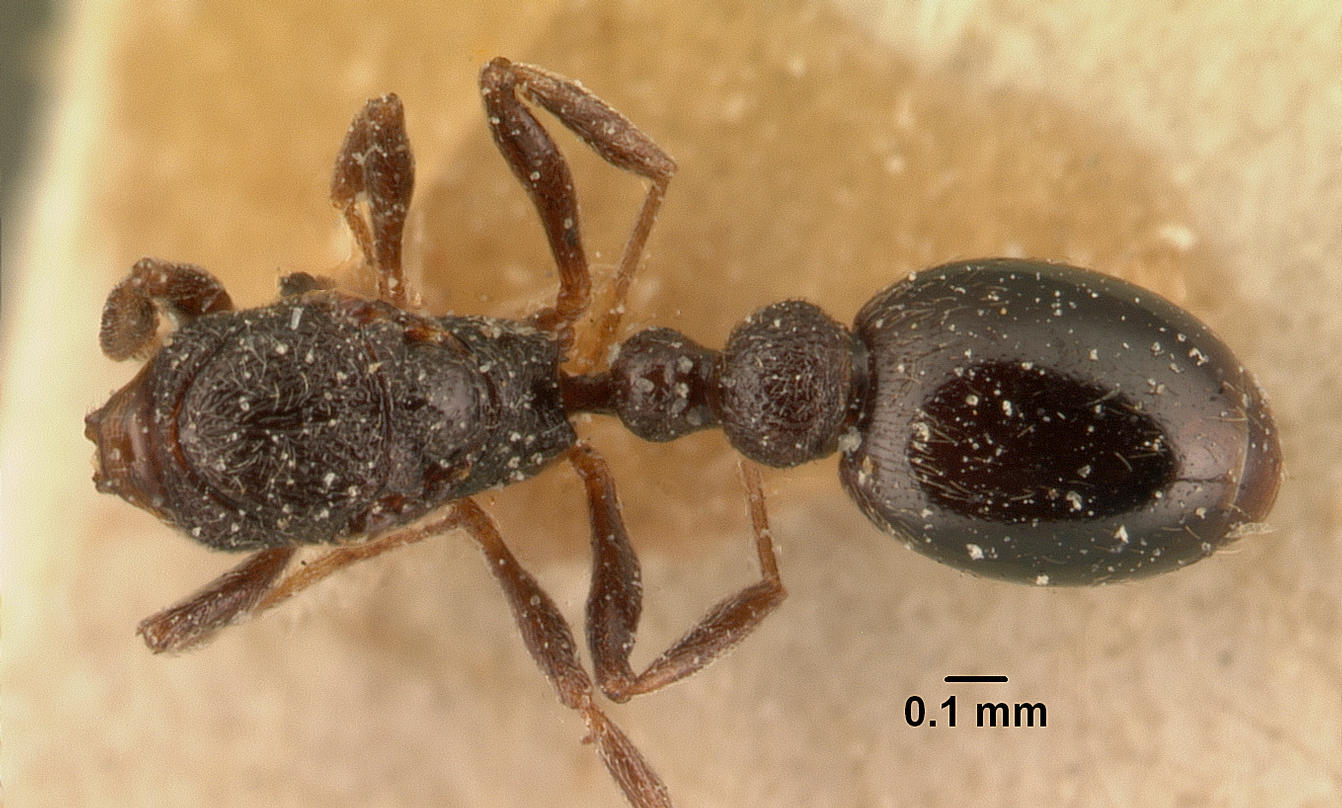
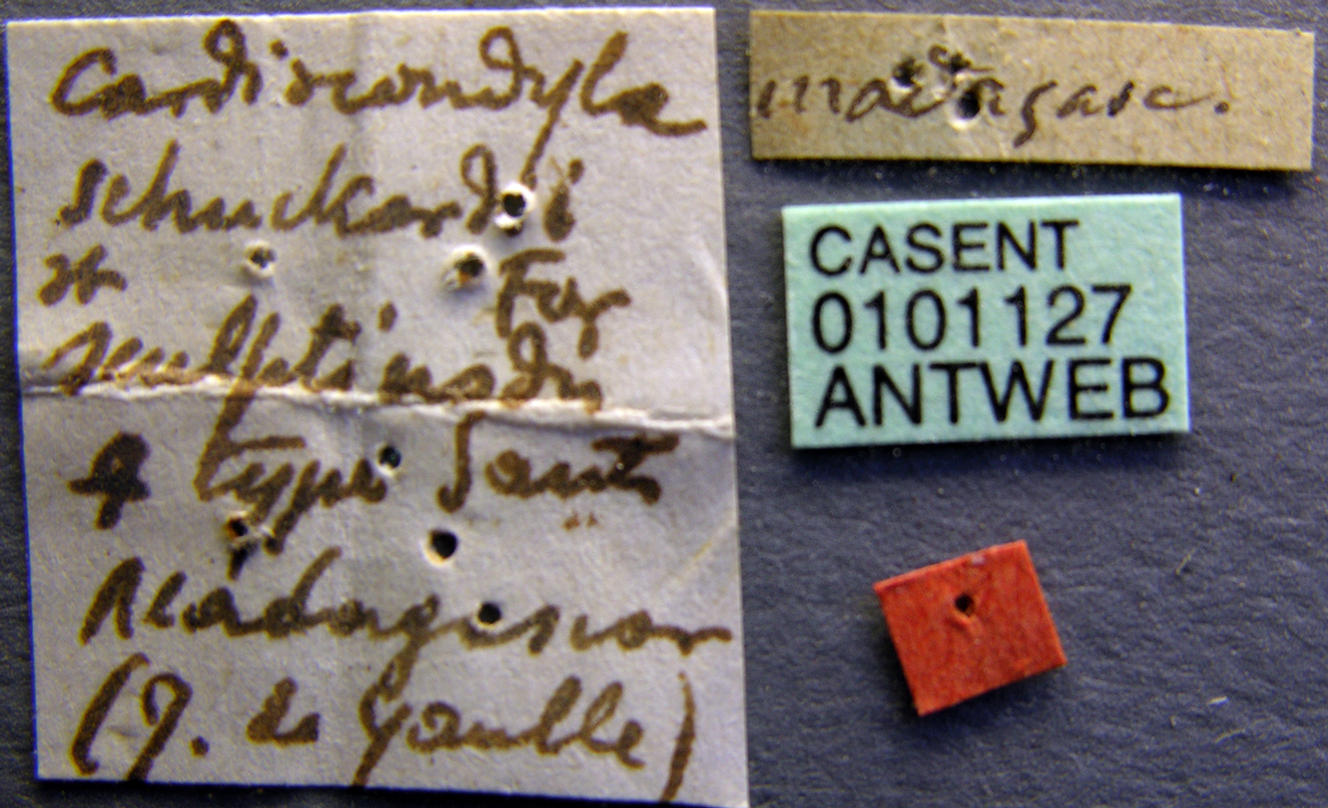
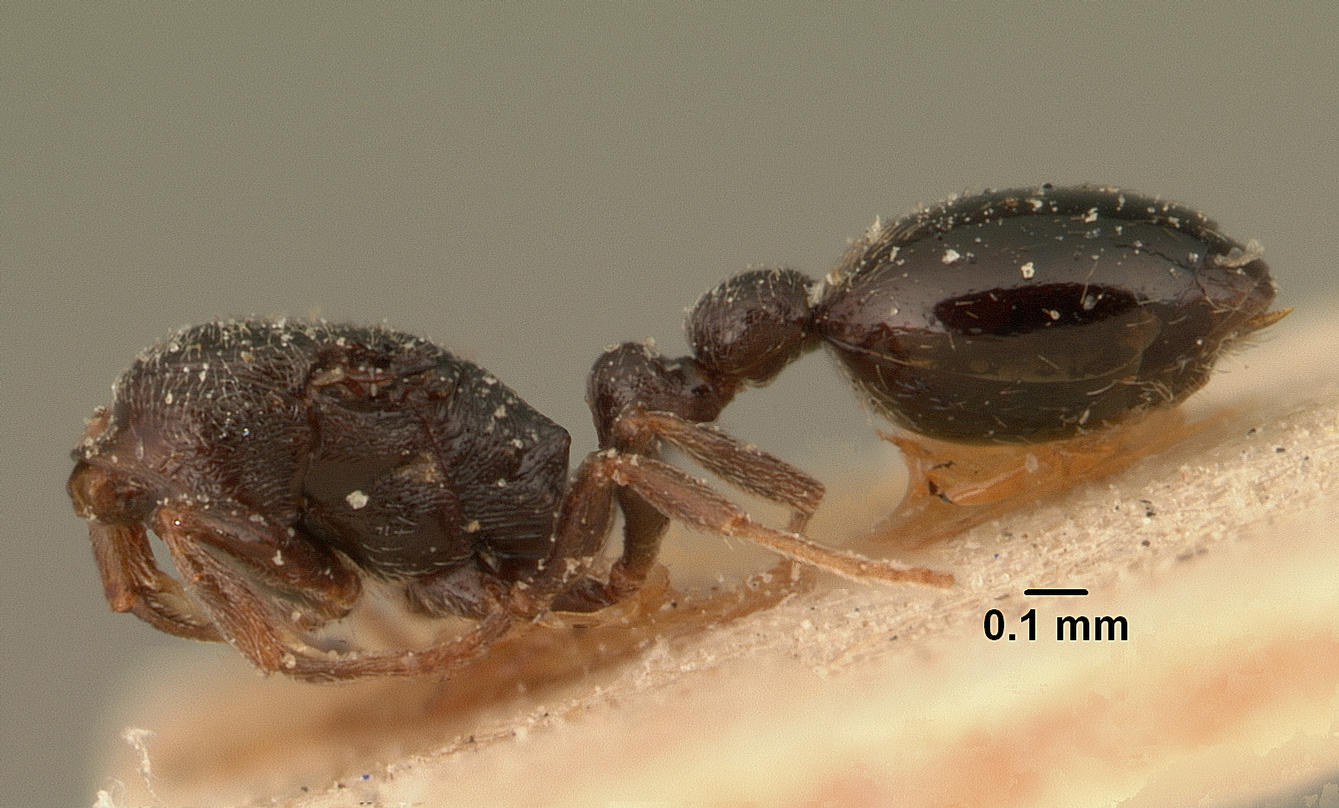
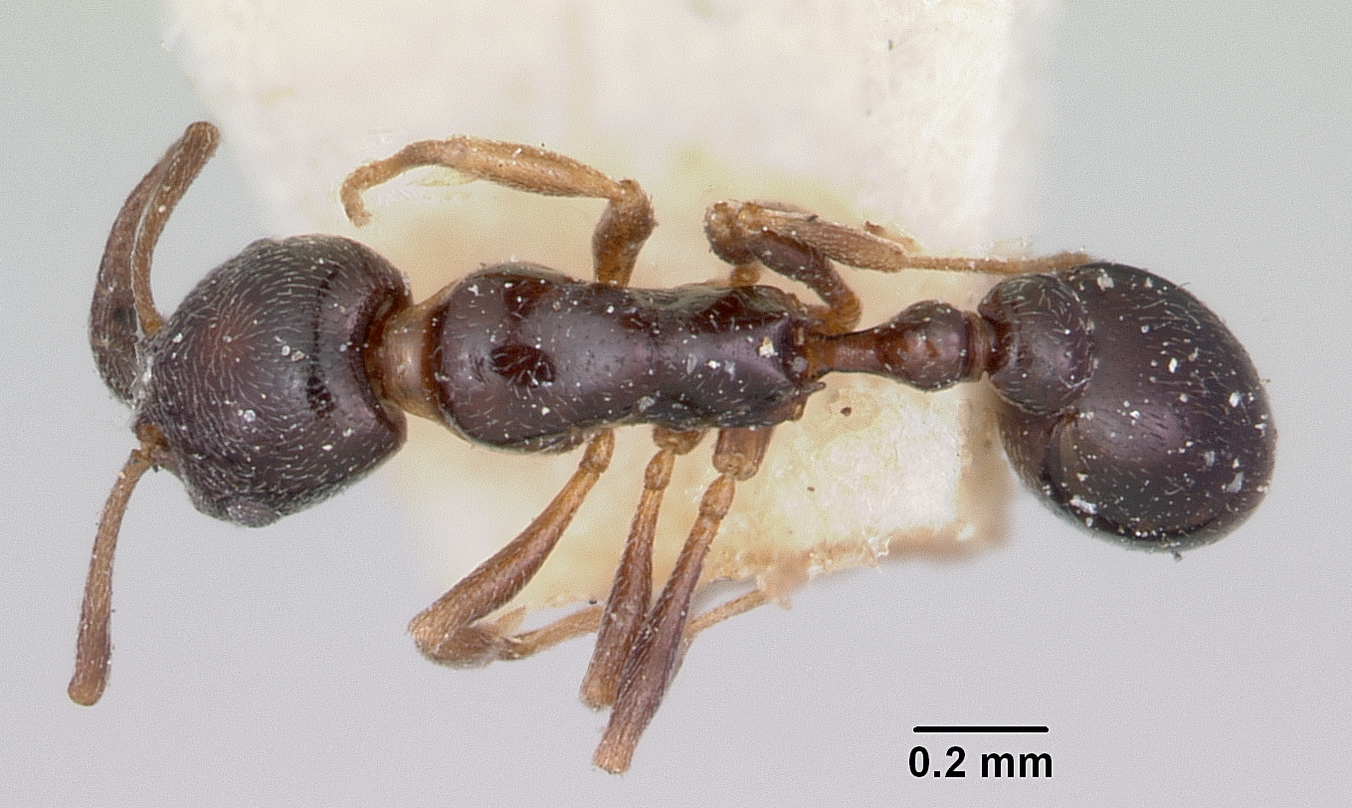
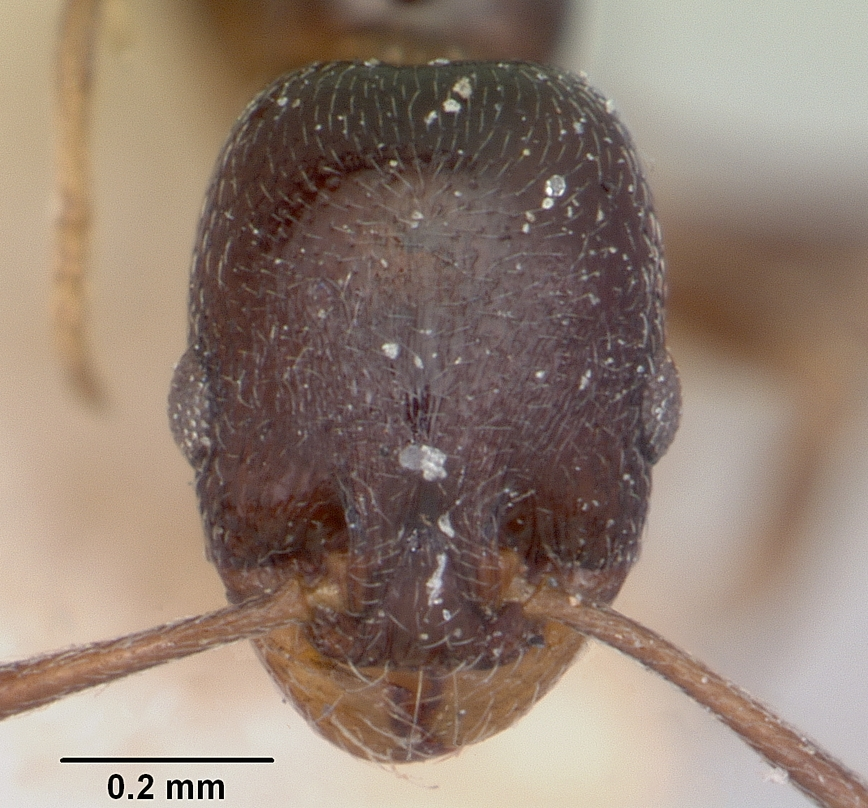